# Икома (род)
Род Икома (яп. 生駒氏 Икома-си) — японский самурайский род.

## Происхождение
Родоначальником рода Икома считается Фудзивара-но Фусасаки (681—737) из северного дома клана Фудзивара (Фудзивара Хокке, 藤原北家). В период Сэнгоку род Икома поддерживал объединение Японии под руководством Оды Нобунаги, Тоётоми Хидэёси и Токугавы Иэясу. В период Эдо клан Икома имели статус даймё и хатамото рода Токугава.
Основной линией клана была линия род Овари-Икома (尾張生駒氏), а боковой линией — род Сануки-Икома (讃岐生駒氏). Несмотря на то, что обе ветви клана разделились в период Адзути-Момояма, они имели тесные и частые взаимоотношения в течение периода Эдо.
В период Хэйан потомки Фудзивары-но Фусасаки переселились в уезд Икома (生駒郡) в провинции Ямато (ныне часть района Хегури (平群郡), префектура Нара), от которой клан и получил свое название.
Основатель клана стал Икома Иэхиро (生駒家広), который жил в период Муромати. Во время Войны годов Онин он перебрался район Нива (丹羽郡) в провинции Овари. Икома Иэхиро был потомком Фудзивары-но Тамэёси (藤原為義), правнука Фудзивары-но Токихиры и потомком в девятом колене Фудзивары-но Фусасаки, основавшего «северный дом» клана Фудзивара (Фудзивара Хокке, 藤原北家).
Согласно другой теории, Фудзивара-но Нобуёси (藤原信義), брат Тамэёси, стал первым использовать фамилию «Икома».

## Период Сэнгоку

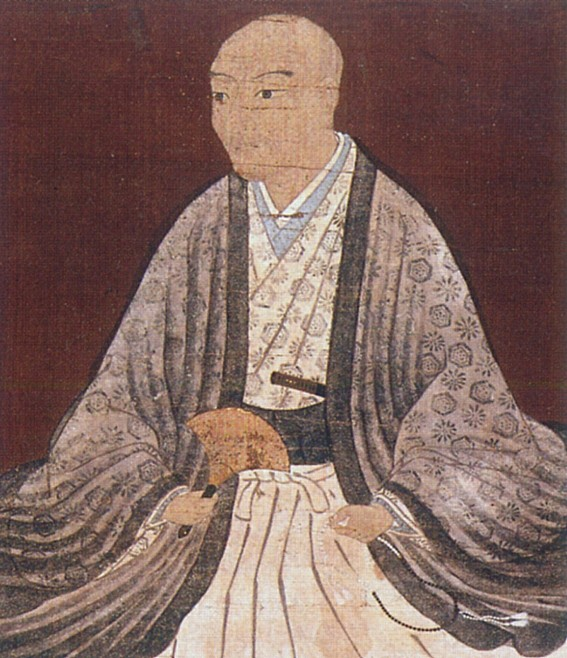
Икома Тикамаса (1526—1603), первый даймё Такамацу-хана (1587—1600)

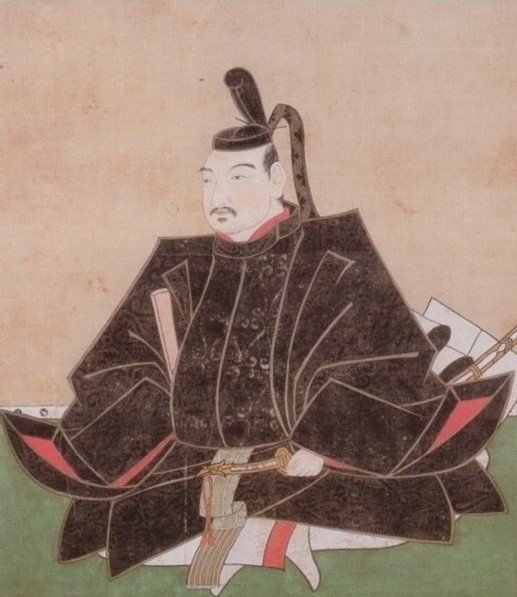
Икома Кадзумаса (1555—1610), второй даймё Такамацу-хана (1600—1610)

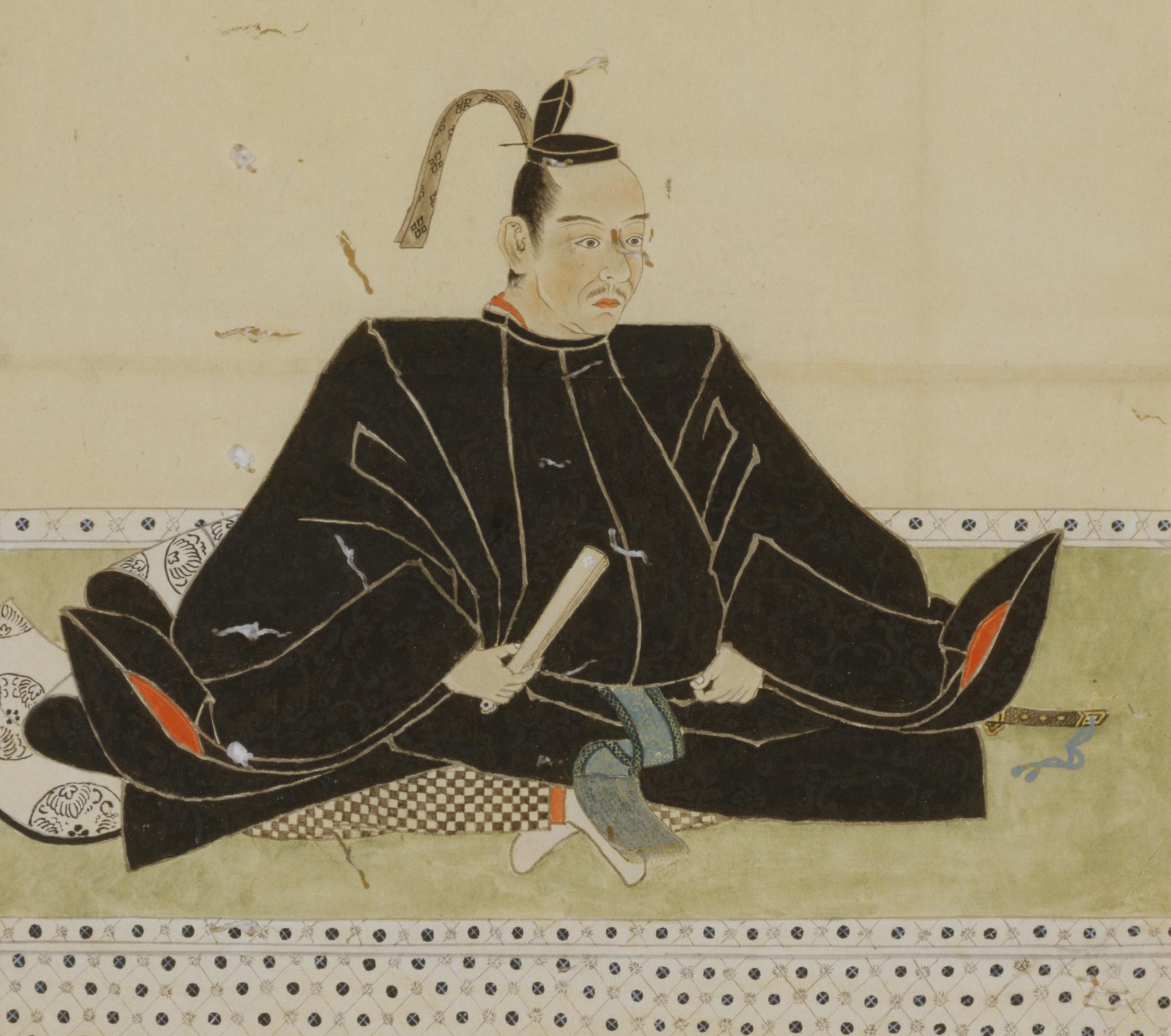
Икома Масатоси (1586—1621), третий даймё Такамацу-хана (1610—1621)

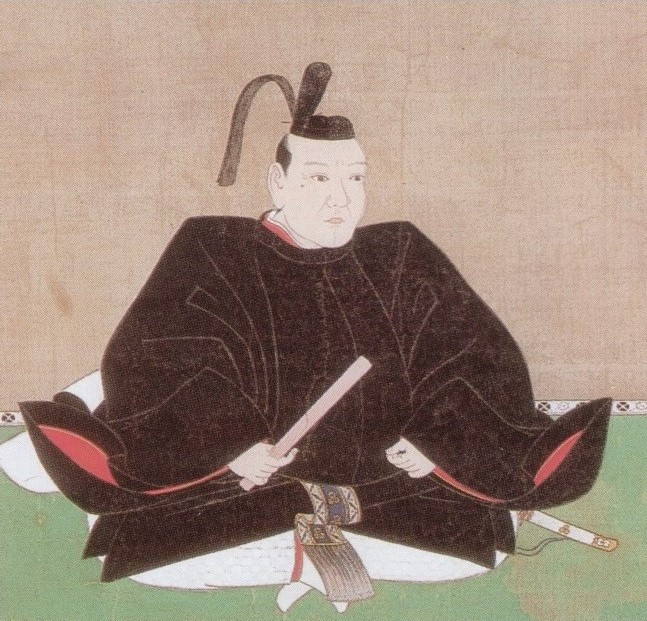
Икома Такатоси (1611—1659), Последний (4-й) даймё Такамацу-хана (1621—1640), 1-й даймё Ясима-хана (1640—1658)

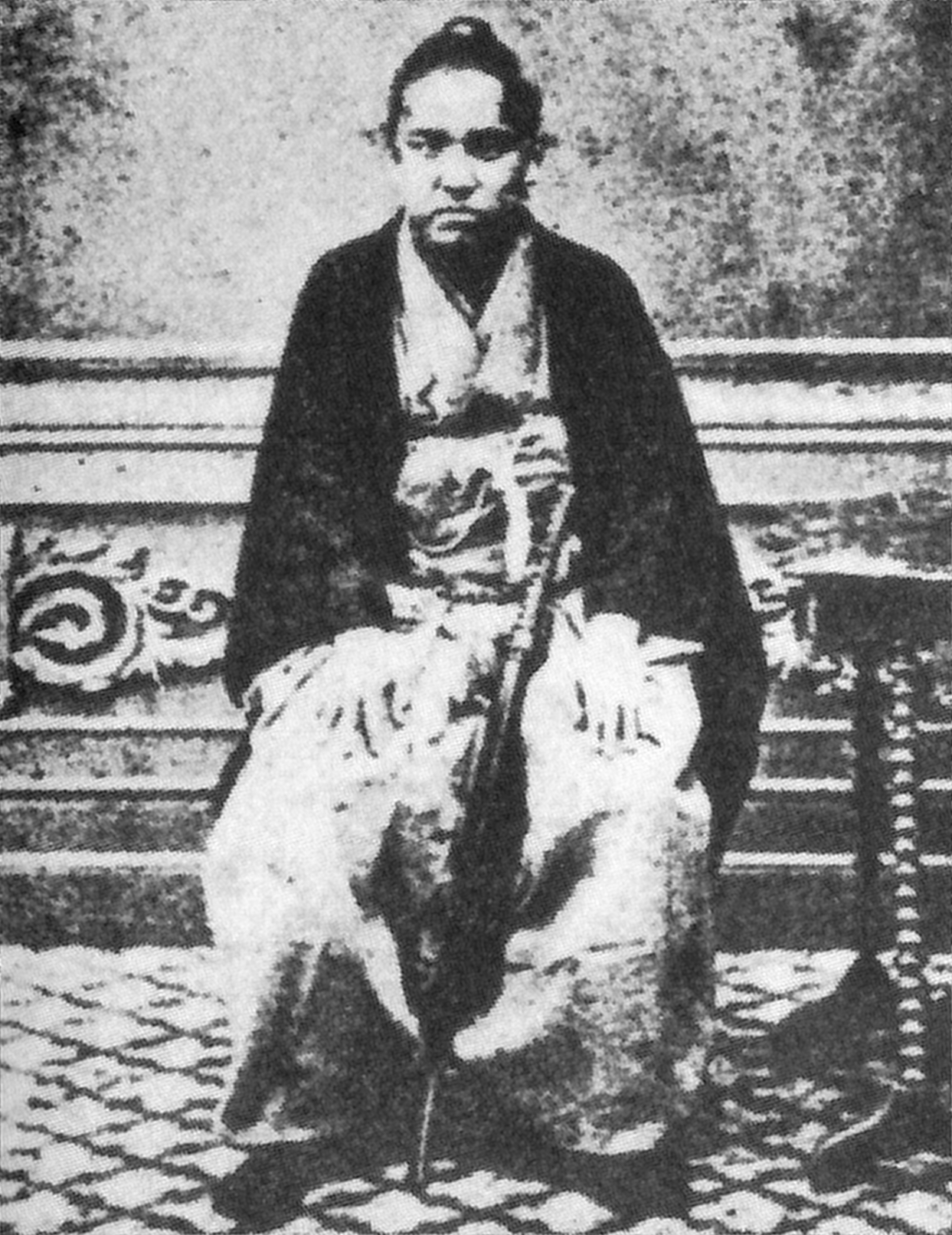
Икома Тикаюки (1849—1880), хатамото Ясима-хана (1855—1868), последний даймё Ясима-хана (1868—1871)

При Икоме Иэмунэ (生駒家宗), третьем главе рода Икома, кланы Ода и Икома породнились. Икома Кицуно (生駒吉乃, ок. 1528—1566), дочь Икомы Иэмунэ, стала наложницей Оды Нобунаги. Первоначально она была замужем за Дота Яхэдзи, который погиб в битве в 1556 году. После гибели своего первого мужа Кицуно вернулась в родительский дом, где вскоре познакомилась с Нобунагой. Несмотря на свой официальный брак с Нохимэ, дочерью Сайто Досана, Ода Нобунага сразу взял Кицуно в наложницы. В 1557 году она родила Оде их первого сына Нобутаду, а после этого у них родились ещё двое детей: сын Нобукацу и дочь Токухимэ. В 1564 году Кицуно переселилась в замок Кори (в настоящее время — Конан, префектура Айти). В 1566 году Кицуно скончалась в возрасте 29 лет. Хотя Ода Нобунага часто рассматривается как бездушный и воинственный деспот, он всю ночь прорыдал, когда узнал о смерти Кицуно. Её тело кремировали и захоронили на кладбище при храме Кюсё, семейном храме рода Икома, в городе Тасиро. Нобунага пожаловал своему сыну Нобукацу удел, в который входил храм Кюсё, чтобы он оберегал могилу Кицуно. Брат Кицуно, Икома Иэнага (ум. 1607), был конюшим Оды Нобунаги.
Икома Иэнага, 4-й глава рода, и его сын, Икома Тоситоё (1575—1670), 5-й глава клана, служили Оде Нобунаге, получив 1900 коку годового жалованья. После гибели Оды Нобунаги в 1582 году клан Икома стал служить его сыну Оде Нобукацу (織田信雄). После того, как Ода Нобукацу по приказу Тоётоми Хидэёси принял монашеский сан, род Икома стал ронином, затем поступил на службу к Тоётоми Хидэёси.
В 1600 году в битве при Сэкигахаре клан Икома сражался под командованием Фукусимы Масанори. Икома Тикамаса (1526—1603), воевал в составе армии Исиды Мицунари, а его сын, Икома Кадзумаса (1555—1610), находился на стороне Токугава Иэясу. Тикамаса ещё в 1587 году получил во владение от Тоётоми Хидэёси удел Такамацу в провинции Сануки (171 800 коку риса). Во время военных действий Тикамаса остался в провинции Сануки, а свои войска отправил на замок Танабэ в провинции Танго. Тикамаса избрал эту стратегию, чтобы сохранить клан Икома, независимо от того, какая из двух сторон одержит победу. После победы в битве при Сэкигахаре Токугава Иэясу, на стороне которого сражался Икома Кадзумаса, разрешил его отцу Тикамасе управлять его доменом. Но Тикамаса отказался от главенства в роде в пользу своего сына Кадзумасы. Он стал священником и удалился на гору Коя-сан. Позднее ему было разрешено вернуться в провинцию Сануки, где в 1603 году он скончался в Такамацу.

## Период Эдо
После войны главная линия клана Икома перешла в вассальную зависимость от Мацудайры Тадаёси (1580—1607), даймё Киёсу-хана в провинции Овари, четвертого сына Токугава Иэясу. После его смерти клан Икома стал служить Токугаве Ёсинао (1601—1650), даймё Овари-хана (1610—1650).
Пятам главой клана был Икома Тоситоё (生駒利豊). Его старший брат, Икома Ёсинага (生駒善長), создал новую ветвь семьи, известной как клан Ава-Икома (阿波生駒家). После шестого главы клана, Икомы Тосикацу (生駒利勝), клан получил годовой доход в размере 4000 коку в Овари-хане. После Реставрации Мэйдзи главы клана Икома были советниками клана Токугава и Овари-хана.

## Главы клана
- Главная линия рода Овари-Икома (尾張生駒氏)

- Икома Иэхиро (生駒家広, 15 век) — владелец замка Кори (小折城).
- Икома Тоёмаса (生駒豊政, ?-?), владелец замка Кори (小折城).
- Икома Иэмунэ (生駒家宗, ?-1556), отец Икомы Кицуно, наложницы Оды Нобунаги и матери троих его детей
- Икома Иэнага (生駒家長, ?-1607), сын предыдущего, вассал клана Ода, владелец замка Кори (小折城).
- Икома Тоситоё (生駒利豊, 1575—1670), сын предыдущего, вассал клана Ода, правитель замка Кори (小折城).
- Икома Тосикацу (生駒利勝, 1629—1694), сын дочери Тоситоё и Хиды Тадасигэ (肥田忠重).
- Икома Мунэкацу (生駒宗勝, ?-1701)
- Икома Мунэнага (生駒致長, 1679—1741)
- Икома Мунэсигэ (生駒致稠, ?-?)
- Икома Тикафуса (生駒周房, 1714—1780)
- Икома Тикакуни (生駒周邑, ?-?)
- Икома Тикадзун (生駒周詢, ?-?)
- Икома Тикатакэ (生駒周武, ?-?)
- Икома Тикаакира (生駒周晃, ?-?)
- Икома Тикаюки (生駒周行, ?-?)
- Икома Со (生駒鍾, ?-?)
- Икома Акихико (生駒秋彦, ?-?)
- Икома Мицухико (生駒陸彦, ?-?)

## Боковые линии клана
Линия Цутида-Икома (土田生駒氏)
- Икома Тикасигэ (生駒親重, ?-1570) — сын дочери основателя клана Икомы Иэхиро, которая вышла замуж за Цутиду Хидэхису (土田秀久).
- Икома Тикамаса (生駒親正 1526—1603) — 1-й даймё Такамацу-хана (1587—1600)
- Икома Кадзумаса (生駒一正, 1555—1610), 2-й даймё Такамацу-хана (1600—1610)
- Икома Масатоси (生駒正俊, 1586—1621), даймё Такамацу-хана (1610—1621)
- Икома Такатоши (生駒高俊, 1611—1659), даймё Такамацу-хана (1621—1659)
- Икома Такакиё (生駒高清, 1643—1694), даймё Ясима-хана (1659—1694)
- Икома Тикаоки (生駒親興, 1655—1702), даймё Ясима-хана (1694—1702)
- Икома Кавата (生駒正親, 1678—1706), даймё Ясима-хана (1702—1706)
- Икома Тиканао (生駒親猶, 1691—1753), даймё Ясима-хана (1706—1753)
- Икома Тикаката (生駒親賢, 1715—1786), даймё Ясима-хана (1753—1771)
- Икома Тиканобу (生駒親信, 1734—1782), даймё Ясима-хана (1771—1782)
- Икома Тикаакира (生駒親章, 1773—1817), даймё Ясима-хана (1782—1817)
- Икома Тиканори (生駒親孝, 1790—1836), даймё Ясима-хана (1817—1830)
- Икома Тикаёси (生駒親愛, 1818—1839), даймё Ясима-хана (1830—1839)
- Икома Тикамити (生駒親道, 1827—1855), даймё Ясима-хана (1839—1855)
- Икома Тикаюки (生駒親敬, 1849—1880), даймё Ясима-хана (1868—1871)

Линия Ава-Икома (阿波生駒家)
- Икома Ёсинага (生駒善長, ?-1642) — старший брат Икома Тоситоё, который стал главой главной линии клана Икома
- Икома Котокей (生駒言慶, ?-?)

Линия Ягари-Икома (矢柄生駒氏)
- Икома Масаюки (生駒正幸, ?-?), сын дочери Икома Кадзумасы, который вышла замуж за Инокуму Норитоси (猪熊教利).
- Икома Тосиюки (生駒俊幸, ?-?)
- Икома Масанами (生駒正並, ?-?)

Линия Михара-Икома (三原生駒氏)
- Икома Сукэмон Масанари (生駒助右衛門正也, ?-?)
- Икома Сукэмон Наомаса (生駒助右衛門直正, ?-?)
- Икома Сукэмон Наоюки (生駒助右衛門直行, ?-?)

## Значительные члены рода
- Икома Кицуно (生駒吉乃, 1528?-1566), наложница Ода Нобунага, мать Нобутады и Нобукацу
- Икома Тикамаса (生駒親正 1526—1603), вассал Оды Нобунаги и Тоётоми Хидэёси, даймё Такамацу-хана (1587—1600)
- Икома Кадзумаса (生駒一正, 1555—1610), вассал Оды Нобунаги, Тоётоми Хидэёси и Токугава Иэясу.